# Robert Maresch
Robert Maresch (* 3. November 1903 in Warnsdorf, Böhmen; † 11. September 1989 in Böblingen) war ein deutscher Politiker (GB/BHE, GDP, SPD).

## Leben
Maresch wurde als Sohn eines Getreidehändlers geboren. Nach dem Volksschulabschluss und dem Besuch der Bürgerschule absolvierte er eine Lehre und arbeitete anschließend im Geschäft seines Vaters. 1934 war er Mitbegründer der chemisch-pharmazeutischen Fabrik Rudolf Breuer in Reichenau, die für die Zittwerke Textilprodukte herstellte. Später war er als Werbefachmann tätig. Am 15. Januar 1939 beantragte er die Aufnahme in die NSDAP und wurde rückwirkend zum 1. Dezember 1938 aufgenommen (Mitgliedsnummer 6.703.291). Von 1940 bis 1945 nahm er als Soldat am Zweiten Weltkrieg teil.
Maresch wurde 1945 aus der Tschechoslowakei ausgewiesen, flüchtete als Heimatvertriebener nach Westdeutschland und ließ sich in Herrenberg nieder. Von dort aus gelangte er 1946 nach Böblingen, wo er sich an der Gründung des „Hilfsverbandes für die Neubürger“ beteiligte. Von 1950 bis 1952 war er Organisationsreferent und Hauptgeschäftsführer des Bundes der Vertriebenen für Württemberg-Baden, danach für Baden-Württemberg. Bei der Bundestagswahl 1949 bewarb er sich als unabhängiger Kandidat erfolglos für einen Sitz im Parlament. Über seine Arbeit als Angestellter in den Vertriebenenverbänden kam er zum BHE und wurde Mitglied im Landesvorstand der Partei.
Bei der Landtagswahl 1960 wurde Maresch über ein Zweitmandat des Wahlkreises Böblingen als Abgeordneter in den Landtag von Baden-Württemberg gewählt. Nach den Stimmenverlusten des GB/BHE bei der Bundestagswahl 1961 und dem Zusammenschluss mit der Deutschen Partei (DP) zur Gesamtdeutschen Partei (GDP) bildete diese seit Juni 1961 eine neue Landtagsfraktion, der alle ehemaligen BHE-Abgeordneten angehörten. Aufgrund innerparteilicher Streitigkeiten sowie der drohenden Liquidierung der GDP trat Maresch am 6. November 1963 in die SPD ein. Am 15. November 1963 wechselte er gemeinsam mit Josef Janota zur SPD-Fraktion über. 1964 schied er aus dem Landtag aus.
Robert Maresch war verheiratet und hatte zwei Kinder.

## Ehrungen
- 1975: Verdienstmedaille des Landes Baden-Württemberg[4]